# Kärlekssång från mig
Kärlekssång från mig är en balladlåt skriven av Patrik Henzel och Karl Eurén, och framförd av Markoolio i den svenska Melodifestivalen 2009. Låten deltog vid den andra deltävlingen i Skellefteå Kraft Arena den 14 februari 2009, men slogs ut.
Singeln nådde som högst 22:a plats på den svenska singellistan.
Låten handlar om saker inom musiken i Sverige som vanligtvis inte förväntas, som att Joakim Thåström och Carola Häggkvist skulle sjunga duett, att Kent skulle uppträda på Diggilooturnén eller att Markoolio själv skulle sjunga kärleksballader.

## Listplaceringar
| Lista (2009) | Topplacering |
| ------------ | ------------ |
| Sverige      | 22           |

### Fotnoter
1. ↑  Placeringar på den svenska singellistan